# Rue Martha-Graham
La rue Martha-Graham est une voie située dans le 1er arrondissement de Paris.

## Origine du nom

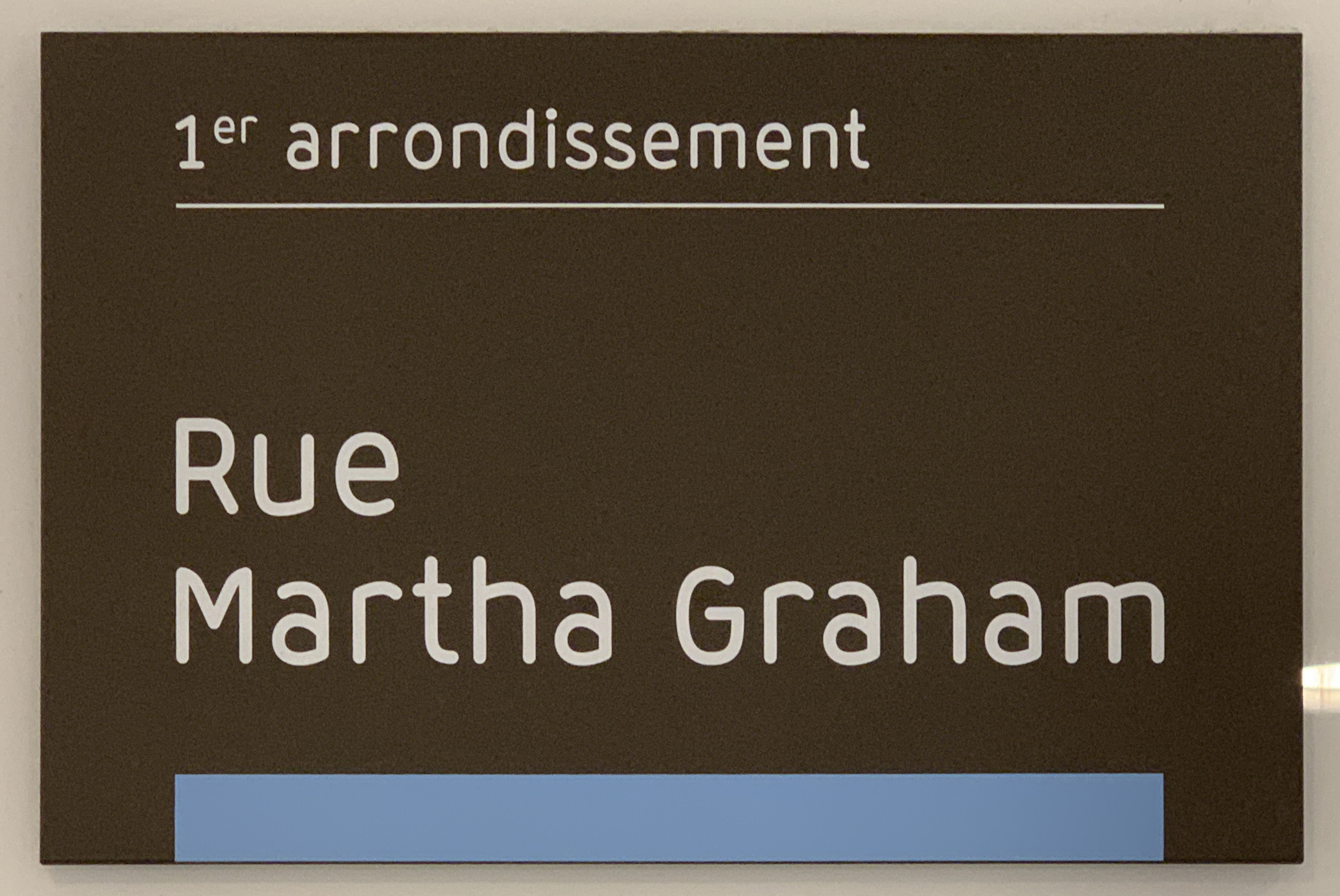
Plaque de la rue.

Elle porte le nom de la danseuse et chorégraphe américaine Martha Graham (1894-1991).

## Historique
La voie est créée lors de l'aménagement du secteur Forum central des Halles ; son nom est acté par délibération municipale des 7, 8 et 9 juillet 2014.

## Pour approfondir